# São Pedro (Belo Horizonte)

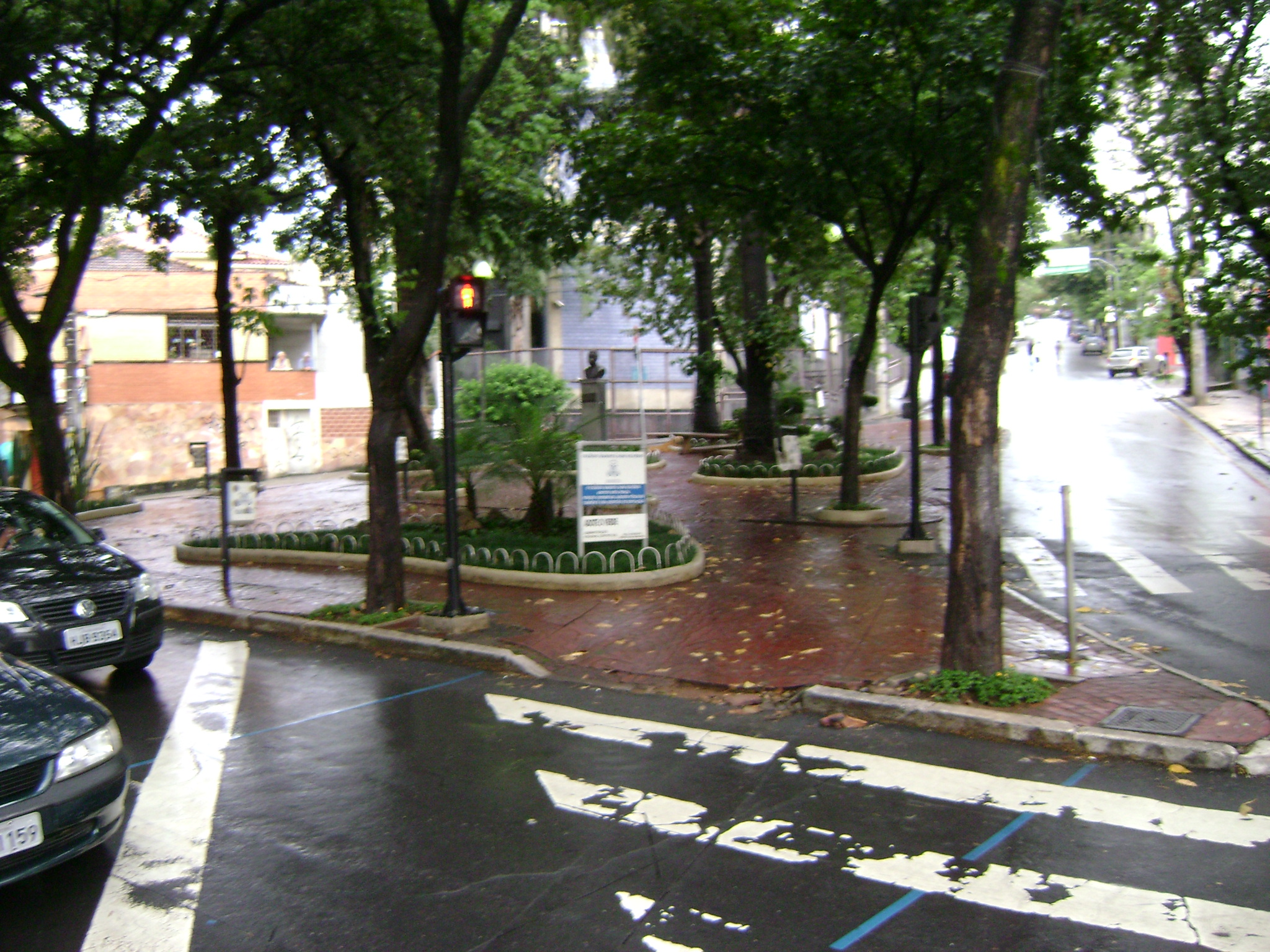
Praça no Bairro São Pedro

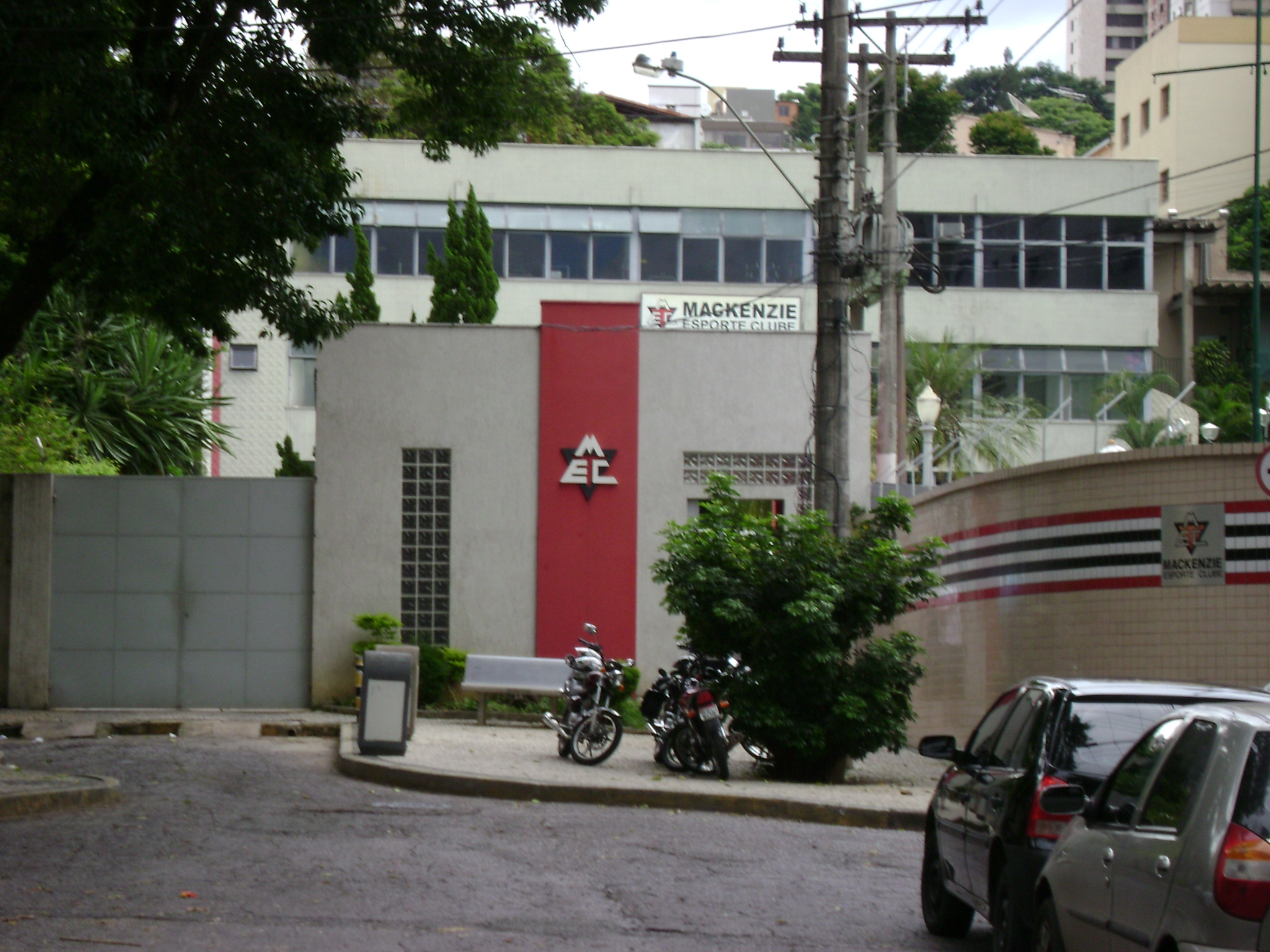
Entrada do Mackenzie Esporte Clube

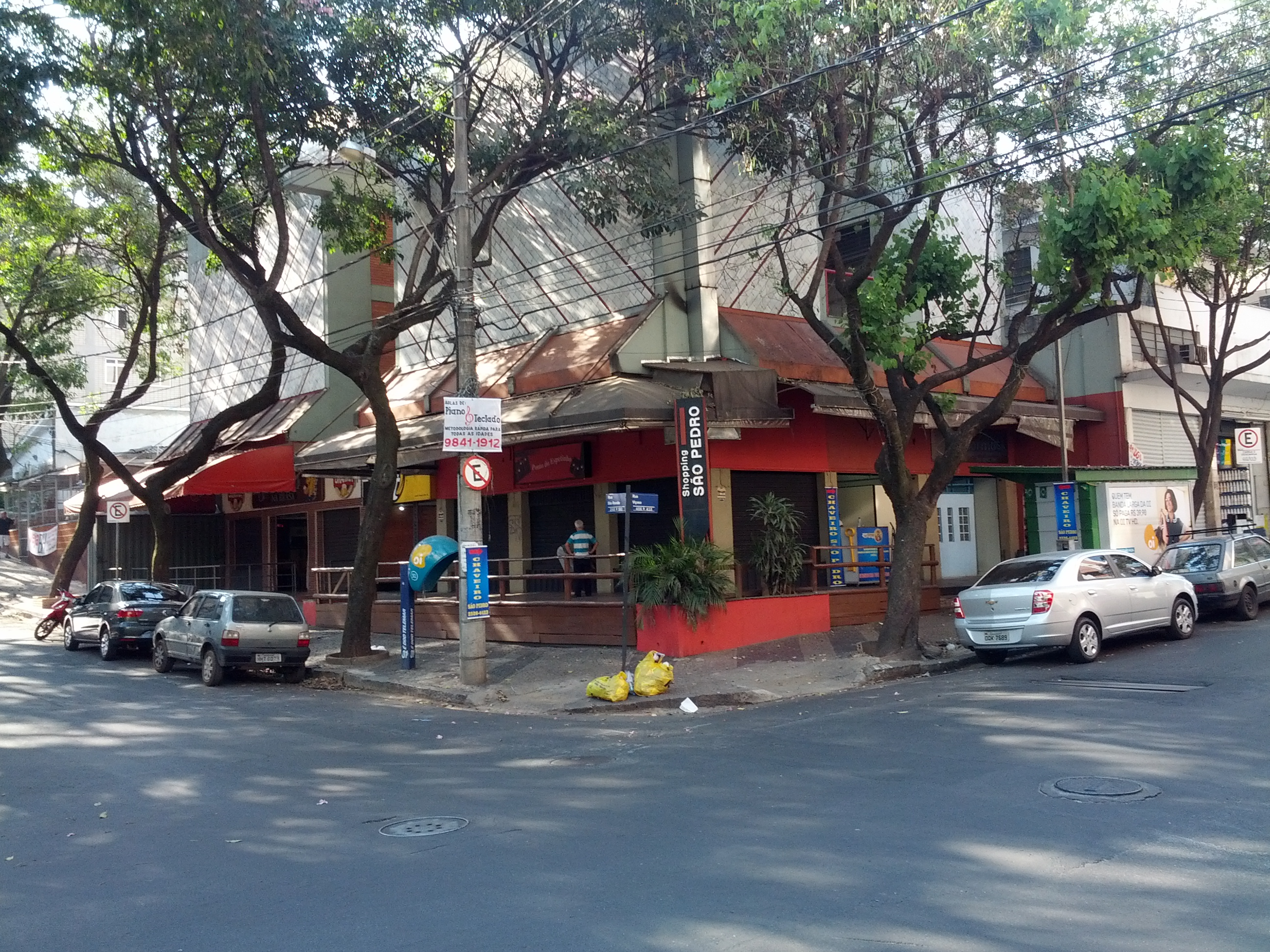
Fachada do Shopping São Pedro, dentro do bairro

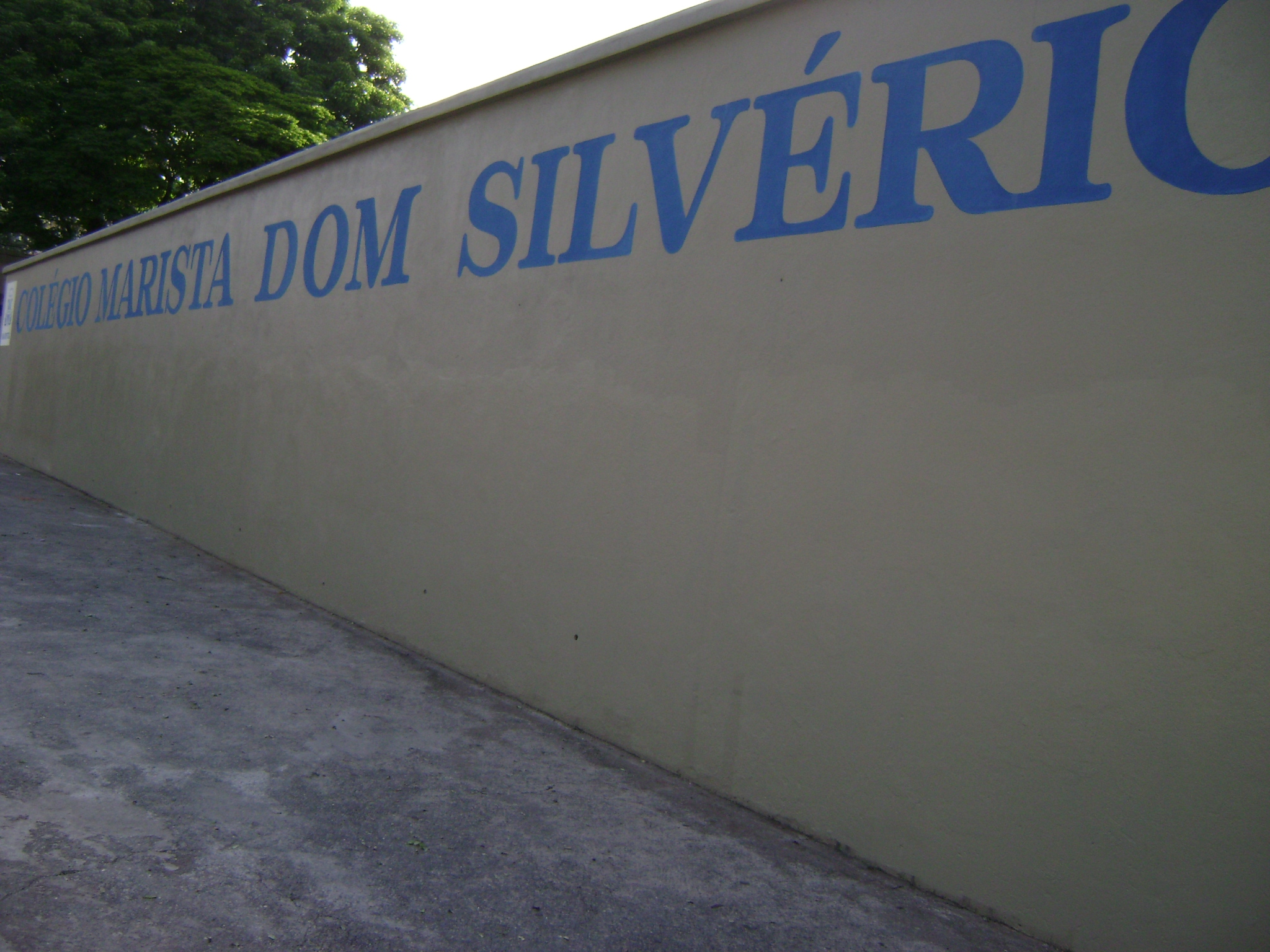
Parede do Colégio Marista Dom Silvério

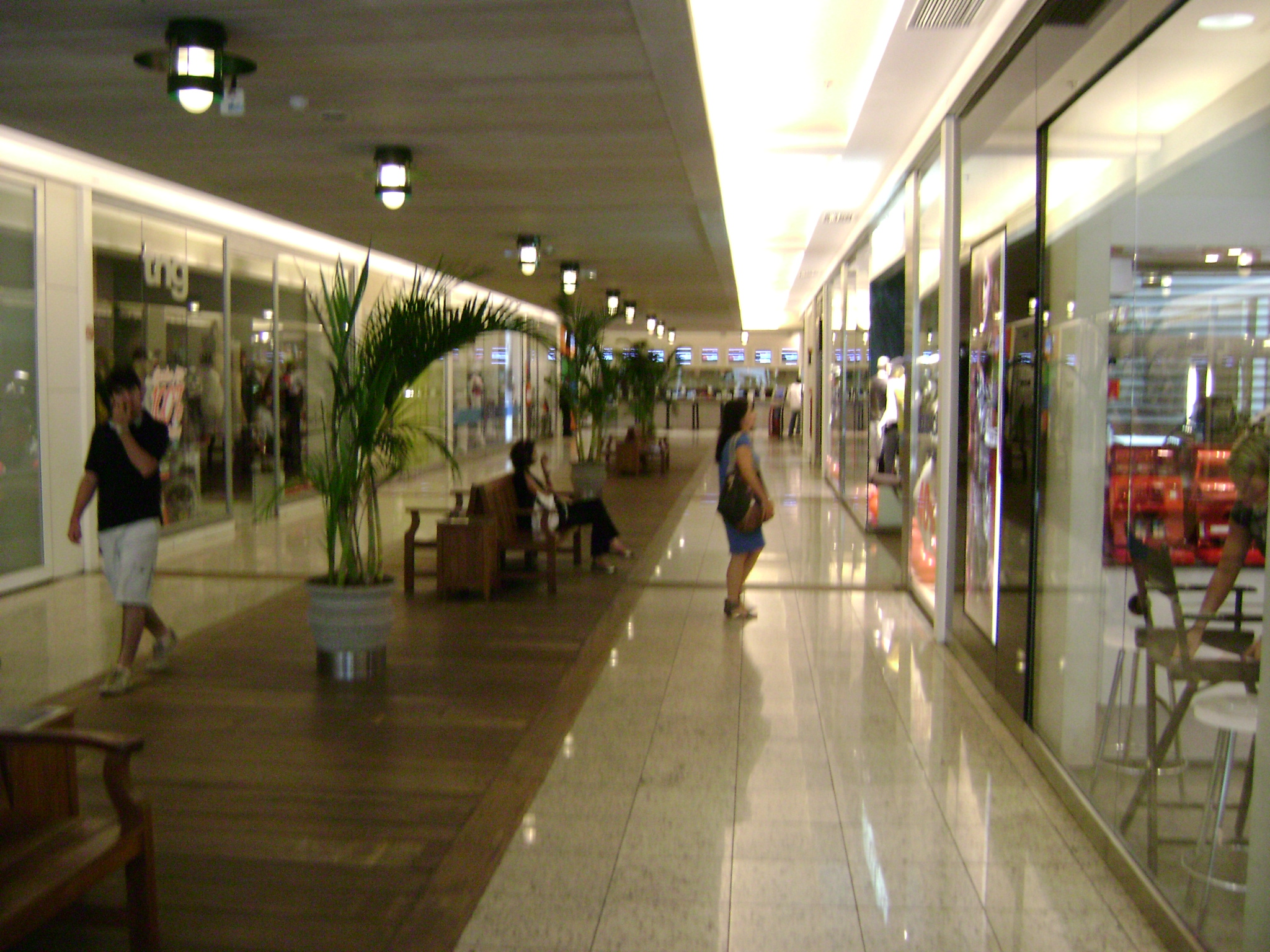
Corredor do Shopping Pátio Savassi

O São Pedro é um bairro localizado na Zona Sul de Belo Horizonte. Apesar de predominantemente residencial, o bairro também é conhecido por sua intensa vida noturna, ao lado de seus vizinhos Santo Antônio e Savassi.
O bairro também é o local onde ocorre o Track&Field Run Series, um evento de corrida que ocorre entre os bairros São Pedro e Savassi.

## Principais pontos comerciais e financeiros
- Chevrolet Hall, centro de exposições do Chevrolet-Marista.
- Shopping Pátio Savassi

## Origem
Cercado pelo pelos bairros Santo Antônio, Savassi e Sion, o São Pedro, bairro da região Centro - Sul, é visto pelos moradores como um lugar tranquilo, com boa infra-estrutura e de fácil acesso.
O engenheiro Adelmo Nunes Muniz, de 95 anos, lembra da época em que o bairro não tinha nada a oferecer. Em 1941, ele e o amigo Sílvio Werneck investiram 4 mil cruzeiros na compra de um terreno onde antes existia um campo de futebol, equivalente a 35 lotes. No lugar, construíram 3 casas e venderam os outros lotes. Fui um dos primeiros moradores do bairro. Morei na rua Major Lopes durante 20 anos e era formidável. Passei bons momentos da vida naquele bairro, onde inclusive criei meus filhos. Há algum tempo, vendi as casas e construí um prédio de apartamentos e já negociei todos, relata o morador, que há 23 anos mora no bairro Funcionários.
Em março de 1950 foi instalado no bairro o Colégio Marista Dom Silvério, um dos mais tradicionais educandários de Belo Horizonte, que conta atualmente com quase 4 mil alunos.

## Principais ruas e avenidas
- Avenida do Contorno
- Avenida Nossa Senhora do Carmo
- Rua Lavras
- Rua Cristina
- Rua Viçosa
- Rua Major Lopes

## Lazer, esporte e educação
- Mackenzie Esporte Clube, que fica na divisa com o Bairro Santo Antônio
- Colégio Marista Dom Silvério, na rua Lavras
- Arena Squash, na rua Congonhas

## Religião
- Igreja Santa Rita de Cássia: toda decorada com pinturas de Fernando Vignoli, na rua São Domingos do Prata. O pároco da igreja é Pe. Antônio de Castro Coutinho.

## Bairros vizinhos
- Santo Antônio
- Savassi
- Carmo
- Sion

## Curiosidades
É o bairro onde a ex-presidente do Brasil, Dilma Rousseff, passou a maior parte de sua infância e adolescência. A família Rousseff mantêm uma casa neste bairro até os dias atuais.[carece de fontes?]